# Parco nazionale Tsitsikamma

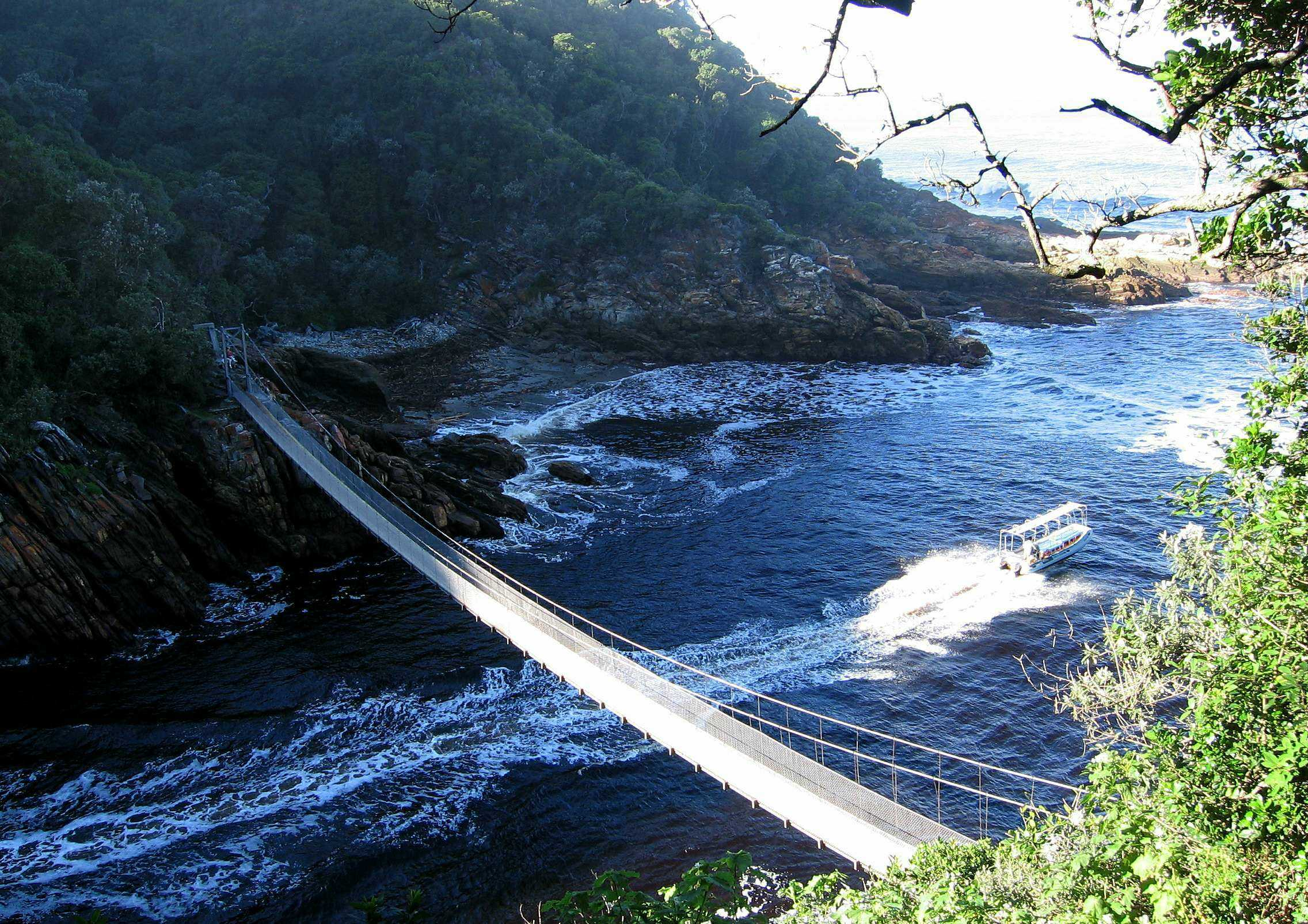
Il ponte sospeso sulla foce del fiume Storms

Il parco nazionale Tsitsikamma è un parco nazionale situato sulla costa meridionale del Sudafrica, poco a est della baia di Plettenberg. 
Il nome del parco significa "luogo con tanta acqua" in lingua khoisan; inclusa nel parco si trova, tra l'altro, la foce del fiume Storms. Il parco si snoda lungo circa 80 km di costa rocciosa e comprende un braccio di mare antistante la costa, una delle più estese aree marine protette del mondo, la più antica del Sudafrica. È un'importante meta turistica lungo la strada Garden Route; vi si possono avvistare balene, delfini, lontre, antilopi e numerosissime specie di uccelli. Nella foresta dello Tsitsikamma si trova l'imponente albero di Outeniqua Yellowwood, di 36 m di altezza.
Il 6 marzo 2009 è stato ampliato accorpando altre aree naturali protette.

## Strutture ricettive
L'unica struttura ricettiva del parco nazionale Tsitsikamma è lo  Storms River Mouth Rest Camp, situato nei pressi della foce dello Storms, lungo la costa.